# Marquesado de las Navas
El marquesado de las Navas es un título nobiliario español otorgado en 1533 por el rey Carlos I a favor de Pedro Dávila y Zúñiga y  III conde del Risco.
Del linaje de Dávila, pasó en 1645 a los Corella, en 1648 a los Benavides y, desde 1805, a la casa de Medinaceli, donde permanece en el tiempo presente.

## Marqueses de las Navas
|                                    | Titular                                                         | Periodo                            |
| Creado en 1533 por el rey Carlos I | Creado en 1533 por el rey Carlos I                              | Creado en 1533 por el rey Carlos I |
| ---------------------------------- | --------------------------------------------------------------- | ---------------------------------- |
| I                                  | Pedro Dávila y Zúñiga                                           | 1533-1567                          |
| II                                 | Pedro Dávila y Córdoba                                          | 1567-1574                          |
| III                                | Pedro Esteban Dávila y Enríquez                                 | 1574-1623                          |
| IV                                 | Antonio Dávila y Manrique                                       | 1623-1638                          |
| V                                  | Pedro Esteban Dávila y Manrique                                 | 1638-1639                          |
| VI                                 | Jerónima Dávila y Manrique                                      | 1639-1646                          |
| VII                                | Antonia Ruiz de Corella y Dávila                                | 1646-1648                          |
| VIII                               | Pedro de Benavides Dávila y Corella                             | 1648-1659                          |
| IX                                 | Francisco de Benavides Dávila y Corella                         | 1659-1716                          |
| X                                  | Manuel de Benavides y Aragón                                    | 1716-1748                          |
| XI                                 | Antonio de Benavides y de la Cueva                              | 1748-1782                          |
| XII                                | Joaquina María de Benavides y Pacheco                           | 1782-1805                          |
| XIII                               | Luis Joaquín Fernández de Córdoba y Benavides                   | 1805-1840                          |
| XIV                                | Luis Tomás Fernández de Córdoba y Ponce de León                 | 1840-1873                          |
| XV                                 | Luis María Fernández de Córdoba y Pérez de Barradas             | 1873-1879                          |
| XVI                                | Luis Jesús Fernández de Córdoba y Salabert                      | 1880-1956                          |
| XVII                               | Victoria Eugenia Fernández de Córdoba y Fernández de Henestrosa | 1956-2013                          |
| XVIII                              | Victoria de Hohenlohe-Langenburg y Schmidt-Polex                | 2018-                              |

## Historia de los marqueses de las Navas
- Pedro Dávila y Zúñiga (Villafranca de la Sierra, 1492-Ávila, 1567), I marqués de las Navas,[2] III conde del Risco, señor de Villafranca de la Sierra, señor de Ávila, alférez mayor de Ávila, contador mayor de Castilla, mayordomo mayor del rey Felipe II, embajador de Inglaterra y embajador extraordinario en Roma.[2]

Casó en 1524 con María Enríquez de Córdoba, hija de Pedro Fernández de Córdoba y Pacheco, I marqués de Priego, y de su esposa Elvira Enríquez. Sucedió su hijo:
- Pedro Dávila y Córdoba (m. 1574), II marqués de las Navas, IV conde del Risco, señor de Villafranca de la Sierra y alférez mayor de Ávila.[2]

Casó con Jerónima Enríquez de Guzmán y Toledo, hija de Enrique Enríquez de Guzmán, IV conde de Alba de Liste, y de su esposa Leonor Álvarez de Toledo. Sucedió su hijo:
- Pedro Esteban Dávila y Enríquez (Toledo, 1560-Madrid, 1623), III marqués de las Navas,[2] V conde del Risco y señor de Villafranca de la Sierra. Lope de Vega, que fue su secretario y confidente, le dedicó la comedia grande, El Marqués de las Navas.[4]

Casó con Juana Manrique de Lara y Zapata. Sucedió su hijo:
- Antonio Dávila y Manrique (1592-1638),[5] IV marqués de las Navas,[2] VI conde del Risco y señor de Villafranca de la Sierra. Sin descendencia, sucedió su hermano:[2]
- Pedro Esteban Dávila y Manrique, V marqués de las Navas,[2] VII conde del Risco y señor de Villafranca de la Sierra. Sin descendencia, sucedió su hermana:[2]
- Jerónima Dávila y Manrique (m. 1646), VI marquesa de las Navas,[6] VIII condesa del Risco y señora de Villafranca de la Sierra.[2]

Casó con Jerónimo Ruiz de Corella y Mendoza (m. 1623) IX conde de Cocentaina y II marqués de Almenara. Sucedió su hija:
- Antonia Ruiz de Corella y Dávila, también llamada Antonia Dávila y Corella[7] (1619-1648), VII marquesa de las Navas,[8] X condesa de Cocentaina, IX condesa del Risco y señora de Villafranca de la Sierra.[8]

Casó, siendo su primera esposa, con Diego de Benavides Bazán y de la Cueva, VIII conde de Santisteban del Puerto. Sucedió su hijo:
- Pedro de Benavides Dávila y Corella (m. 1659), VIII marqués de las Navas,[8] XI conde de Cocentaina,[8] X conde del Risco, II marqués de Solera y señor de Villafranca de la Sierra.[8] Sin descendencia, sucedió su hermano:
- Francisco de Benavides Dávila y Corella (1 de noviembre de 1640-22 de agosto de 1716), IX marqués de las Navas,[8] XII conde de Cocentaina, XI conde del Risco, IX conde de Santisteban del Puerto, III marqués de Solera, señor de Villafranca de Sierra, miembro del consejo de estado y de guerra, mayordomo mayor de la reina Mariana de Austria, virrey de Cerdeña, de Sicilia y de Nápoles.[8]

Casó en 1660 con Francisca Josefa de Aragón Folch de Cardona. Sucedió su hijo:
- Manuel de Benavides y Aragón (Palermo, 6 de enero de 1683-Madrid, 11 de octubre de 1748), X marqués de las Navas,[9] XIII conde de Cocentaina, VI marqués de Solera, X conde y I duque de Santisteban del Puerto, XII conde del Risco, XII conde de Medellín, señor de Villafranca de Sierra, alférez mayor de la ciudad de Ávila, etc.[9]

Casó el 21 de diciembre de 1707 en la parroquia de San Pedro el Real de Madrid, con Ana Catalina de la Cueva y Arias Saavedra, también conocida como Ana Catalina Pardo-Tavera (1684-1752), VI marquesa de Malagón, hija de Baltasar de la Cueva y Enríquez de Cabrera y de Teresa María Pardo-Tavera. Sucedió su hijo:
- Antonio de Benavides y de la Cueva (Madrid, 17 de diciembre de 1738-8 de abril de 1782) XI marqués de las Navas,[11] XIV conde de Cocentaina, VII marqués de Malagón, VII conde de Villalonso, X conde de Castellar de la Frontera, II duque de Santisteban del Puerto, VII marqués de Solera,XIII conde del Risco, XIII conde de Medellín,  XIII señor de El Viso, X señor de Benafarces, XXIX señor de Villafranca de la Sierra, alférez mayor de Ávila, mariscal de Castilla, comendador de Bolaños en la Orden de Calatrava, caballero del Toisón de Oro, gran cruz de Carlos III, etc.[11]

Casó en primeras nupcias con Ana Catalina Álvarez de Toledo y Pérez de Guzmán el Bueno, sin descendencia de este matrimonio. Contrajo un segundo matrimonio el 28 de octubre de 1744 con María Pacheco y Téllez-Girón. Casó en terceras nupcias con Ana María de la O Fernández de Córdoba. Le sucedió su hija del segundo matrimonio:
- Joaquina María de Benavides y Pacheco (mayo de 1746-29 de junio de 1805), XII marquesa de las Navas,[11] XV condesa de Cocentaina, XI condesa de Castellar, III duquesa de Santisteban del Puerto, VIII marquesa de Solera, VIII marquesa de Malagón, VIII condesa de Villalonso, XIV condesa del Risco, XIV condesa de Medellín, X señora de Paracuellos, VIII señora de Fernán Caballero, XI señora de Benafarces, XIV señora de El Viso y XXX señora de Villafranca de la Sierra.[11]

Casó el 6 de febrero de 1764 con Luis María Fernández de Córdoba y Gonzaga, XIII duque de Medinaceli. Le sucedió su hijo:
- Luis Joaquín Fernández de Córdoba y Benavides (Real Sitio de San Ildefonso, 12 de agosto de 1780-7 de julio de 1840), XIII marqués de las Navas,[12] XVI conde de Cocentaina, XIV duque de Medinaceli,[13] XV duque de Cardona, XIV duque de Segorbe, XIII marqués de Priego, XV marqués de Denia, XIII marqués de Comares, XII duque de Alcalá de los Gazules, XIII duque de Feria, X duque de Camiña, X marqués de Aytona, XIII conde de Santa Gadea, XII marqués de Cogolludo, XV marqués de Tarifa, X marqués de Alcalá de la Alamena, XV marqués de Pallars, XI marqués de Villafranca, XI marqués de Montalbán, XI marqués de Villalba, XV conde de los Molares, XV marqués de Villarreal, XVIII conde de Ampurias, XIV conde de Alcoutim, XVIII conde de Osona, IV duque de Santisteban del Puerto, IX marqués de Solera, IX marqués de Malagón, IX conde de Villalonso, XII conde de Castellar (título que perdió por sentencia en 1800 a favor del II marqués de Moscoso), XV conde de Medellín, etc.[12] gobernador de la Monarquía y prócer del reino.[13]

Casó en el 25 de mayo de 1802, en Madrid, con María de la Concepción Ponce de León y Carvajal (m. 1856), hija de Antonio María Ponce de León y Dávila Carrillo de Albornoz, III duque de Montemar y de María Luisa de Carvajal y Gonzaga. Le sucedió su hijo:
- Luis Tomás Fernández de Córdoba y Ponce de León (Gaucín, 18 de septiembre de 1813-París, 6 de enero de 1873), XIV marqués de las Navas,[15] XVII conde de Cocentaina, XV duque de Medinaceli,[13] XVI duque de Cardona, XV duque de Segorbe, XIV marqués de Priego, XVI marqués de Denia, XIV marqués de Comares, XIII duque de Alcalá de los Gazules, XIV duque de Feria, XI duque de Camiña, V duque de Santisteban del Puerto, XI marqués de Aytona, XIV conde de Santa Gadea, XIII marqués de Cogolludo, XVI marqués de Tarifa, XI marqués de Alcalá de la Alameda, XVI marqués de Pallars, XII marqués de Montalbán, XII marqués de Villafranca, XII marqués de Villalba, XVI marqués de Villarreal, X marqués de Solera, X marqués de Malagón, XVI conde de los Molares, XIX conde de Ampurias, XXII conde de Prades, XXI conde de Buendia, XVI conde de Valenza y Valadares, XV conde de Alcoutim, XIX conde de Osona, XVI conde de Medellín, X conde de Villalonso, XVI conde de Castellar (recuperó el título en 1852), XVI conde del Risco, XX vizconde de Villamur, vizconde de Cabrera, vizconde de Bas, adelantado mayor y notario de mayor de Andalucía, etc.[16] senador y caballero del Toisón de Oro.[13]

Casó el 2 de agosto de 1848 con Ángela Apolonia Pérez de Barradas y Bernuy (m. 1903), hija de Fernando Pérez de Barradas Arias de Saavedra y de María del Rosario Bernuy y Aguayo, IX marqueses de Peñaflor. Después de enviudar, la condesa casó en segundas nupcias con Luis Sebastián de León y Cataumber. Fue agraciada con los títulos de I duquesa de Denia y Tarifa, por el rey Alfonso XII el 28 de junio de 1882.
- Luis María Fernández de Córdoba y Pérez de Barradas (Madrid, 20 de marzo de 1851-Navas del Marqués, 14 de mayo de 1879), XV marqués de las Navas,[16] XVIII conde de Cocentaina, XVI duque de Medinaceli,[17] XVII duque de Cardona, XVI duque de Segorbe, XV marqués de Priego, XVII marqués de Denia, XV marqués de Comares, XIV duque de Alcalá de los Gazules, XII duque de Camiña, VI duque de Santisteban el Puerto, XII marqués de Aytona, XV conde de Santa Gadea, XIV marqués de Cogolludo, XVII marqués de Tarifa, XII marqués de Alcalá de la Alameda, XVII marqués de Pallars, XIII marqués de Montalbán, XVII marqués de Villarreal, XI marqués de Solera, XI marqués de Malagón, XVII conde de los Molares, XX conde de Ampurias, XXIII conde de Prades, XXII conde de Buendia, conde de Valenza y Valadares, XXIII conde de Alcoutim, XX conde de Osona, XVII conde de Medellín, XI conde de Villalonso, XVII conde de Castellar, XVII conde del Risco, XVI duque de Feria, vizconde de Villamur, de Cabrera, de Bas, etc.[16]

Casó en primeras nupcias el 2 de octubre de 1875 con María Luisa Fitz James Stuart y Portocarrero (m. 1876), IX duquesa de Montoro, hija de los XV duques de Alba, sin sucesión. Contrajo un segundo matrimonio el 23 de noviembre de 1878 con Casilda Remigia de Salabert y Arteaga (m. 1936), condesa de Ofalia XI duquesa de Ciudad Real, IX marquesa de Torrecilla, hija de Narciso de Salabert y Pinedo, y de María Josefa de Arteaga y Silva, VII marqueses de Torrecilla. En 1884, Casilda de Salabert y Arteaga se casó en segundas nupcias con Mariano Fernández de Henestrosa y Ortiz de Mioño, I duque de Santo Mauro, residiendo en el palacete Santo mauro de la calle Zurbano de Madrid. Fueron padres de Casilda Férnandez de Córdoba y Salabert, que casó con  Mariano de Silva Bazán y Carvajal, XIII marqués de Santa Cruz. Le sucedió su hijo póstumo del segundo matrimonio:
- Luis Jesús Fernández de Córdoba y Salabert (Madrid, 16 de enero de 1880–13 de julio de 1956), XVI marqués de las Navas,[16] XIX conde de Cocentaina, XVII duque de Medinaceli,[17] XVIII duque de Cardona, XVII duque de Segorbe, XVI marqués de Priego, XVIII marqués de Denia, XVI marqués de Comares, XV duque de Alcalá de los Gazules, XVII duque de Feria, duque de Camiña, VII duque de Santisteban del Puerto, XIII marqués de Aytona, XVI conde de Santa Gadea, XVIII marqués de Tarifa, XIII marqués de Alcalá de la Alameda, XIV marqués de Montalbán, XVIII marqués de Pallars, XII marqués de Solera, II marqués de Malagón, XXI conde de Ampurias, conde de Valenza y Valadares, XXIII conde de Buendia, XVIII conde de los Molares, XXIV conde de Prades, XXI conde de Osona, XII conde de Villalonso, XVIII conde de Castellar, XVIII conde del Risco, XV marqués de Cogolludo, XIV marqués de Villafranca, XIV marqués de Villalba, X marqués de Torrecilla, XI marqués de Navahermosa, XIII conde de Aramayona, VII conde de Ofalia, IIII duque de Denia, III duque de Tarifa, gentilhombre de cámara con ejercicio y servidumbre,[18] caballero del Toisón de Oro y senador.[17]

Casó el 5 de junio de 1911 con Ana María Fernández de Henestrosa y Gayoso de los Cobos (m. 1938). La boda tuvo lugar en el palacio de la Plaza de Colón que heredó de su abuela, la I duquesa de Denia y Tarifa. Su esposa era hija de Ignacio Fernández de Henestrosa y Ortiz de Mioño, VIII conde de Moriana del Río, y de Francisca de Borja Gayoso de los Cobos. Heredó Ana María a través de sus abuelos maternos Jacobo Gayoso de los Cobos y Téllez-Girón, y de Ana María de Sevilla y Villanueva, marqueses de Camarasa, el Pazo de Oca en Pontevedra. Contrajo un segundo matrimonio el 22 de diciembre de 1939 con Concepción Rey de Pablo Blanco (m. 1971).
- Victoria Eugenia Fernández de Córdoba y Fernández de Henestrosa (Madrid, 1917-2013), XVII marquesa de las Navas,[19] XX condesa de Cocentaina, XVIII duquesa de Medinaceli,[17] XVI marquesa de Cogolludo, XVI duquesa de Alcalá de los Gazules, XVIII duquesa de Segorbe, XVII marquesa de Priego, XVIII duquesa de Feria, XIV duquesa de Camiña, VIII duquesa de Santiesteban del Puerto, IV duquesa de Denia, IV duquesa de Tarifa, XXIII duquesa de Ciudad Real, XIV marquesa de Aytona, XI marquesa de Torrecilla, XVII condesa de Santa Gadea, XIX marquesa de Denia, XVII marquesa de Comares, XIX marquesa de Tarifa, XIV marquesa de Alcalá de la Alameda, etc.[19]

Casó en Sevilla el 12 de octubre de 1938 con Rafael de Medina y Vilallonga, hijo de Luis de Medina Garvey y de Amelia Vilallonga Ybarra, nieto de los III marqueses de Esquivel. Sucedió su bisnieta, hija de Marco de Hohenlohe-Langenburg y Medina, XIX duque de Medinaceli, y de Sandra Schmidt-Polex:
- Victoria de Hohenlohe-Langenburg y Schmidt-Polex (n. Málaga, 9 de marzo de 1999), XVIII marquesa de las Navas,[20][21] XXI condesa de Cocentaina, XX duquesa de Medinaceli,[20] X condesa de Ofalia, V condesa de San Martín de Hoyos, XV marquesa de Cilleruelo, X marquesa de San Miguel das Penas y la Mota, XVII duquesa de Alcalá de los Gazules, XVIII marquesa de Priego, duquesa de Camiña, V duquesa de Denia, V duquesa de Tarifa, XV marquesa de Aytona, XVIII marquesa de Camarasa, XII marquesa de Torrecilla, XVIII condesa de Santa Gadea, XV marquesa de Alcalá de la Alameda, XVIII marquesa de Comares, XX marquesa de Denia, XIV marquesa de Malagón, XVI marquesa de Montalbán, XX marquesa de Pallars, XII marquesa de Tarifa, XIX condesa de Alcoutin, XVI condesa de Amarante, XXII condesa de Castrojeriz, XXIII condesa de Osona, XXVI condesa de Prades, XX condesa del Risco, XV condesa de Aramayona, XXV condesa de Buendía, XX condesa de los Molares, XX condesa de Medellín, XX condesa de Moriama del Río, XIV condesa de Villalonso, XX condesa de Castellar, XX marquesa de Villa Real, XVI marquesa de Villafranca, etc.[20]